# Thomas Barth (Musikproduzent)
Thomas Barth, auch bekannt als Toma Moon (* 4. November 1977 in Görlitz) ist ein deutscher Musikproduzent, Komponist und Musiker. 

## Leben
Barth begann 1990 mit einigen Freunden, darunter Henry Nix und Matthias Gierth (später Stoneface & Terminal), elektronische Pop- und Dancemusik zu spielen. Erste überregionale Erfolge hatte er mit der Indiepop-Band Cyberspace Junkies, bei der er Sänger und Gitarrist war und die Songs schrieb. Neben seinen Veröffentlichungen mit dem NuJazz-Duo Jazzomás, seinem Indiepop-/Rocktrio toma und der Crossover-Band Some Evil Answers trat er mit dem Notion Sound Collective als Pop Act, Remix Artist und Auftrags- bzw. Filmkomponist in Erscheinung. Thomas Barth produziert seit 2004 im eigenen Tonstudio Studio Mondbasis in Hamburg, wo er auch als Mixing & Mastering Engineer arbeitet. Am 19. März 2018 veröffentlichte er erstmal seine wöchentliche Musikkolumne auf den Webseiten von Arcor und Vodafone.
Bart ist zudem Ton- bzw. Veranstaltungstechniker und als Dozent verschiedener Initiativen der deutschen Musikindustrie sowie des Goethe-Instituts tätig. Im Auftrag der Deutschen Phono-Akademie war er unter anderen mit Jürgen Stark und Zeus B. Held als Dozent und Musikproduzent mit dem Projekt SchoolTour deutschlandweit im Einsatz (begleitet auch von Mousse T., Roachford, die Prinzen, Kurtis Blow und T. M. Stevens). Das Goethe-Institut Boston holte ihn für das Pilotprojekt DeutschTour zusammen mit dem Projektleiter Jürgen Stark und seinen Kollegen Sebastian Krumbiegel, Jörg Lassek und Zeus B. Held nach Massachusetts. 2014 wurde er außerdem zusammen mit Dark Age Frontmann Eike Freese und 4Lyn Produzent Florian Sommer Musikproduzent und Dozent beim vom Wacken Open Air ausgerichteten Wacken Music Camp. 2016 wurde er mit weiteren Kollegen wie u. a. Ohrenfeindt Produzent Olman Viper, Florian Speckard (In Extremo) und Matthias Richter (Schandmaul) mit dem Metal Winter Wonderland in Bayern auf Schloss Alteglofsheim (Bayrische Musikakademie) bei einem ähnlichen Projekt, das ebenfalls von der Wacken Foundation gefördert und initiiert ist. Zudem gehörte er in den Jahren 2011 und 2012 zusammen mit Uli Jon Roth, Marcus Deml und Mickey Meinert der Jury des „Robert Johnson Guitar Awards“ an, dessen Schirmherr Otto Waalkes war, und hatte die Musikalische Leitung inne.

## Veröffentlichungen
- The Lets – New Over Known. 2024
- The Lets – Nothing Left For You. 2022
- Black Stains – Cursed Lights. 2022
- The Lets – Alisha. 2021
- Collapse Under the Empire – Everything We Will Leave Beyond Us. (Finaltune), 2020
- Wild Society – Poles Apart. 2019
- Black Stains – Inside. 2019
- Black Stains – The Moon. 2019
- Black Stains – Welcome Back. 2019
- The Lets – Some Things Just Are. 2017
- Toma – Die sagen. (Sunbase Records), 2016
- Jessica Baran-Surel - Aremorica - Land of Elves. (Sunbase Records) (Membran), 2014
- Wild Society – For all the time. (Sunbase Records) (Membran), 2014
- Notion Sound Collective – Until you like the blue. (Sunbase Records) (Membran), 2013
- Notion Sound Collective – All we do is just for the you in us. (Sunbase Records), 2012
- Toma – Ich glaub ich mach mal laut (Live-Studio-Sessions). (Sunbase Records), 2012
- Toma – Alles wird gut. (Sunbase Records) (New Music Distribution), 2010 (2011)
- Some Evil Answers – Ihr wollt es hörn. (Sunbase Records) (New Music Distribution), 2010 (2011)
- Toma – Jeden Tag. (Sunbase Records), 2010
- Jazzomás – viens avec moi. (Sunbase Records) (New Music Distribution), 2008
- Cyberspace Junkies – Langspielplatte. noiseworks records, 2002
- Cyberspace Junkies – Fragezeichen. noiseworks records, 1999

## Samplerbeiträge
- Black Stains – Slay. Cold Hands Seduction, Vol. 243 (Sonic Seducer)
- Toma – Die sagen. The Finest Noise Der Sampler, Vol. 33 (noisy Neighbours)
- Notion Sound Collective - In The Long Run. The Finest Noise Der Sampler, Vol. 33 (noisy Neighbours)
- Wild Society - No One On Earth. The Finest Noise Der Sampler, Vol. 33 (noisy Neighbours)
- Toma – Jeden Tag. Audiosurf //die.besten.bands.im.netz – Special Edition Musikmesse 2011 (Regioactive, Visions, Soundcheck)
- Cyberspace Junkies – Erinnerung. Soundcheck 02/2000
- Cyberspace Junkies – Fragezeichen. Re Form Stau 2000 – Hot, Loud & Saxy
- Cyberspace Junkies – Erinnerung. Suedost.der sampler vol. 1